# Peter Ricaldone

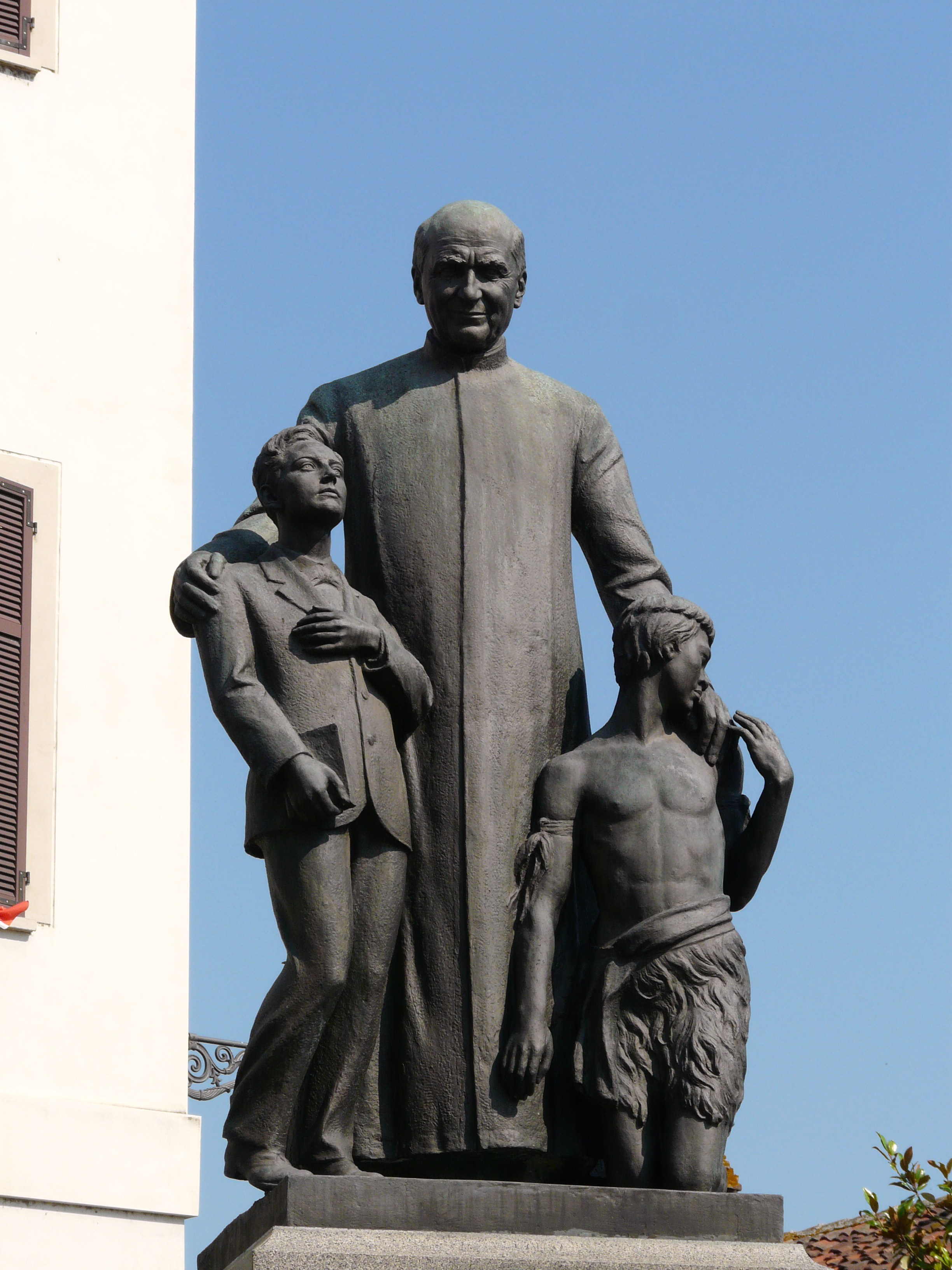
Peter Ricaldone

Peter Ricaldone SDB, italienisch Pietro (* 27. Juli 1870 in Mirabello Monferrato; † 25. November 1951 in Turin), war ein italienischer Salesianer Don Boscos und von 1932 bis 1951 der vierte Nachfolger Don Boscos als Generaloberer.

## Leben

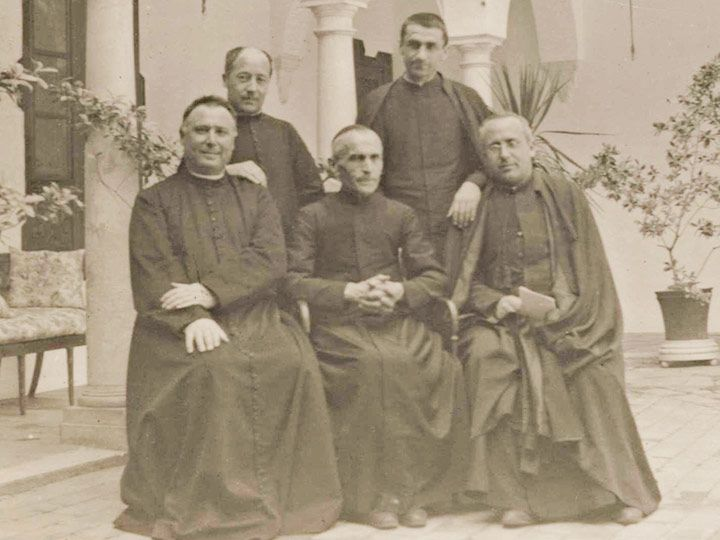
Um 1900 sitzen von links nach rechts die derzeitigen und zukünftigen Oberen der Salesianischen Gesellschaft des Heiligen Johannes Bosco: Pietro Ricaldone, Michele Rua und Filippo Rinaldi

Er ging im salesianischen Kolleg von Alassio, später in Borgo San Marino zur Schule. Dabei lernte er Don Bosco noch vor dessen Tod im Jahre 1888 persönlich kennen und entschied sich, selbst Salesianer Don Boscos zu werden. 1889 trat er in das Noviziat in Valsalice ein. Seine ewigen Gelübde legte er am 23. August 1890 ab. Im September desselben Jahres wurde er als Lehrer und Assistent in das salesianische Kolleg von Utrera in Spanien geschickt. Von dort aus setzte er seine theologischen Studien in Sevilla fort. 1892 kam er in das salesianische Oratorium von Seville und wurde bereits am 27. Mai 1893, also mit nur 23 Jahren, zum Direktor bestimmt. 1898 wurde er von Michael Rua zum Visitator der salesianischen Häuser in Südamerika ernannt. 1911 war er Delegat in Turin als Verantwortlicher für die Berufsschulen, doch noch im selben Jahr wurde er erneut Visitator, dieses Mal für die Niederlassungen in Nord- und Zentralamerika. 1919 folgten die Häuser in Ägypten und Palästina. 1922 auf dem Generalkapitel wurde er zum Generalpräfekten – später Generalökonom genannt – der Kongregation gewählt. 1926 organisierte er eine salesianische Missionsausstellung in Valdocco, die Exponate aus Indien, Japan, Thailand, Burma und China umfasste.
1932 wurde er vom Generalkapitel zum Generaloberen gewählt. 1934 fanden unter seiner Leitung die salesianischen Feierlichkeiten anlässlich der Heiligsprechung Don Boscos durch Papst Pius XI. statt. Er führte die Kongregation durch die schwierige Zeit des Spanischen Bürgerkriegs (1936) und des Zweiten Weltkriegs (1939–1945), während der zahlreiche, vor allem junge Salesianer in Europa ums Leben kamen. Noch im Todesjahr Ricaldones 1951 zählte die Kongregation weltweit 1900 deportierte, vertriebene oder gefangene Salesianer, bei einer Gesamtzahl von rund 15.000 im Jahr 1950.
Während des Zweiten Weltkriegs verlegte Ricaldone das salesianische Studentat für Theologie nach Rom und gründete damit die Päpstliche Universität der Salesianer. In dieser Zeit wird auch die Zeitschrift „Salesianum“ begründet.

## Werke
- Bildung des salesianischen Personals, München 1933
- Heiligkeit ist Reinheit: Leitgedanke des Jahres 1934, o. O. 1935
- In Treue zum heiligen Don Bosco: Leitgedanke des Jahres 1935, München 1936
- Die heilige Armut: Leitgedanke des Jahres 1936, München 1937
- Das Rendiconto: Rundschreiben vom 24. Juli 1947, Ensdorf 1947
- Unsere Andacht zu Maria Helferin der Christen: Leitgedanke des Jahres 1949, Ensdorf 1949
- Zur Seligsprechung Dominikus Savios im Heiligen Jahr 1950, Ensdorf 1950
- Der heilige Johannes Bosco als Erzieher, München 1956
- Salesianische Frömmigkeit: Aus dem Nachlaß, München 1957
- Die Tugend der Liebe, Ensdorf o. J.